# Rozmaitość algebraiczna
Rozmaitość algebraiczna – zbiór punktów, których współrzędne spełniają pewien układ równań wielomianowych.
Historyczne znaczenie rozmaitości algebraicznych zaczęło być widoczne od czasu udowodnienia podstawowego twierdzenia algebry, które łączy w pewnym sensie algebrę i geometrię, gdyż mówi, że wielomian jednej zmiennej zespolonej jest wyznaczony jednoznacznie przez zbiór swoich pierwiastków – obiekt zasadniczo geometryczny. Rozszerzając to rozumowanie, twierdzenie Hilberta o zerach pokazuje fundamentalną odpowiedniość między ideałami w pierścieniach wielomianów, a podzbiorami przestrzeni afinicznej. Dzięki temu twierdzeniu i związanym z nim wynikom, możemy badać obiekty geometryczne, jakimi są rozmaitości algebraiczne, metodami algebry, w szczególności teorii pierścieni.

## Definicja
Rozważane są cztery rodzaje rozmaitości algebraicznych: rozmaitości afiniczne, rozmaitości quasi-afiniczne, rozmaitości rzutowe i rozmaitości quasi-rzutowe. Istnieją także pewne uogólnienia tych pojęć, określane terminem abstrakcyjnych rozmaitości algebraicznych.

### Rozmaitości afiniczne
Niech {\displaystyle k} będzie ciałem algebraicznie domkniętym, zaś {\displaystyle \mathbf {A} ^{n}} niech będzie n-wymiarową przestrzenią afiniczną nad {\displaystyle k.} Wielomiany {\displaystyle f\in k[x_{1},\dots ,x_{n}]} możemy uważać za funkcje na {\displaystyle \mathbf {A} ^{n}} o wartościach w {\displaystyle k.} Dla każdego {\displaystyle S\subset k[x_{1},\dots ,x_{n}]} zdefiniujmy miejsce zer jako podzbiór {\displaystyle \mathbf {A} ^{n},} w którym wszystkie wielomiany ze zbioru {\displaystyle S} znikają:
{\displaystyle Z(S)=\{x\in \mathbf {A} ^{n}|f(x)=0{\mbox{ dla wszystkich }}f\in S\}.}
{\displaystyle V} będący podzbiorem {\displaystyle \mathbf {A} ^{n}} nazywamy afinicznym zbiorem algebraicznym, jeśli {\displaystyle V=Z(S)} dla pewnego {\displaystyle S.} Niepusty afiniczny zbiór algebraiczny nazywamy nierozkładalnym, jeśli nie można go zapisać jako suma dwóch właściwych podzbiorów algebraicznych. Nierozkładalny afiniczny zbiór algebraiczny nazywamy afiniczną rozmaitością algebraiczną lub po prostu rozmaitością afiniczną.
Dla rozmaitości afinicznych możemy przyjąć naturalną topologię, tzw. topologię Zariskiego, poprzez określenie, że zbiorami domkniętymi są wszystkie zbiory algebraiczne.
Dla {\displaystyle V} – podzbioru {\displaystyle \mathbf {A} ^{n},} niech {\displaystyle I(V)} będzie ideałem wszystkich wielomianów znikających na {\displaystyle V{:}}
{\displaystyle I(V)=\{f\in k[x_{1},\dots ,x_{n}]|f(x)=0{\mbox{ dla wszystkich }}x\in V\}.}
Dla dowolnego zbioru algebraicznego {\displaystyle V,} pierścieniem współrzędnych lub pierścieniem struktury nazywamy iloraz pierścienia wielomianów przez ten ideał.

### Rozmaitości rzutowe
Niech {\displaystyle \mathbf {P} ^{n}} oznacza n-wymiarową przestrzeń rzutową nad ciałem {\displaystyle k.} Wielomiany jednorodne w pierścieniu {\displaystyle k[x_{0},\dots ,x_{n}]} możemy rozważać jako funkcje na {\displaystyle \mathbf {P} ^{n}} o wartościach w {\displaystyle k,} poprzez waluację we współrzędnych jednorodnych. Jednorodność wielomianów gwarantuje, że konstrukcja ta jest poprawna. Dla dowolnego {\displaystyle S\subset \mathbf {P} ^{n},} miejsce zer zbioru {\displaystyle S} definiujemy analogicznie, jak w przypadku afinicznym:
{\displaystyle Z(S)=\{x\in \mathbf {P} ^{n}|f(x)=0{\mbox{ dla wszystkich }}f\in S\}.}
{\displaystyle V} – podzbiór {\displaystyle \mathbf {P} ^{n}} nazywamy rzutowym zbiorem algebraicznym jeśli {\displaystyle V=Z(S)} dla pewnego {\displaystyle S.} Nierozkładalny rzutowy zbiór algebraiczny nazywamy algebraiczną rozmaitością rzutową, lub krócej rozmaitością rzutową.
Tak samo, jak w przypadku afinicznym, możemy przyjąć w naturalny sposób topologię Zariskiego.
Dla {\displaystyle V\subset \mathbf {P} ^{n},} niech {\displaystyle I(V)} będzie ideałem generowanym przez wszystkie wielomiany jednorodne znikające na {\displaystyle V.} Dla dowolnego rzutowego zbioru algebraicznego {\displaystyle V,} pierścieniem współrzędnych tego zbioru nazywamy iloraz pierścienia wielomianów przez ten ideał.

## Podstawowe własności
- Afiniczny zbiór algebraiczny {\displaystyle V} jest rozmaitością wtw {\displaystyle I(V)} jest ideałem pierwszym; równoważnie, {\displaystyle V} jest rozmaitością wtw jej pierścień współrzędnych jest dziedziną całkowitości.
- Każdy niepusty afiniczny zbiór algebraiczny można jednoznacznie przedstawić jako suma rozmaitości algebraicznych.
- Niech {\displaystyle k[V]} oznacza pierścień współrzędnych rozmaitości {\displaystyle V.} Wtedy mówimy, że wymiar {\displaystyle V} to stopień przestępności ciała ułamków pierścienia {\displaystyle k[V]} nad {\displaystyle k.}